# 双生児

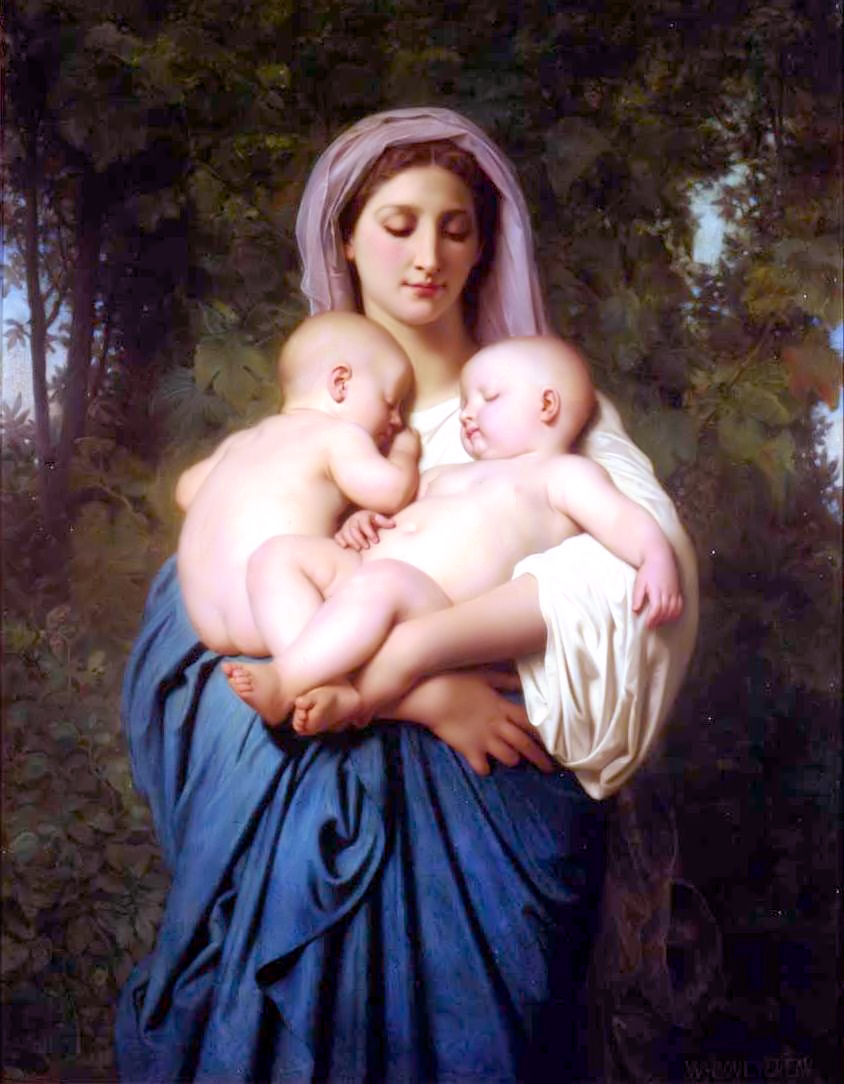
「慈悲」(Charity 1859年)、作：ウィリアム・ブーグロー

双生児（そうせいじ）は、同じ母親の胎内で同時期に発育して生まれた2人の子供である。所謂双子（ふたご）の事であり、多胎児の一種である。多胎児の中では最も件数が多い。受胎時の受精卵の数により、一卵性双生児（いちらんせいそうせいじ）と二卵性双生児（にらんせいそうせいじ）に大別される。
出産の時には数分程度の時間差で産まれることが多いが、中には数時間から数十日の間隔で生まれる場合もある（双子が一度の分娩で生まれるとは限らない）ので、誕生日・誕生年が異なってしまう兄弟姉妹もいる。
また日本では、かつて後から生まれた方を兄または姉、先に生まれた方を弟または妹として扱う慣習があったが、戸籍法上は生まれた順に記載する事となっている。
双子は多くの哺乳類（猫や羊、フェレットなど）で一般的に観察される出生形態の一つであるが、一般に犬猫の一腹の仔は双子等とは呼ばれず、単に兄弟として扱われる。

## 双生児の卵性
一つの受精卵（卵子）が分裂（多胚形成）して生れる一卵性双生児 (英: identical twins / monozygotic twins) と、何らかの原因によって二つの卵子が排出（多排卵）されそれぞれ別の精子と受精して生まれる二卵性双生児 (英: fraternal twins / dizygotic twins) がある。
2007年3月には、どちらにも分類し難い準一卵性双生児 (semi-identical twins) という双生児の例が研究者によって報告された。

### 一卵性双生児

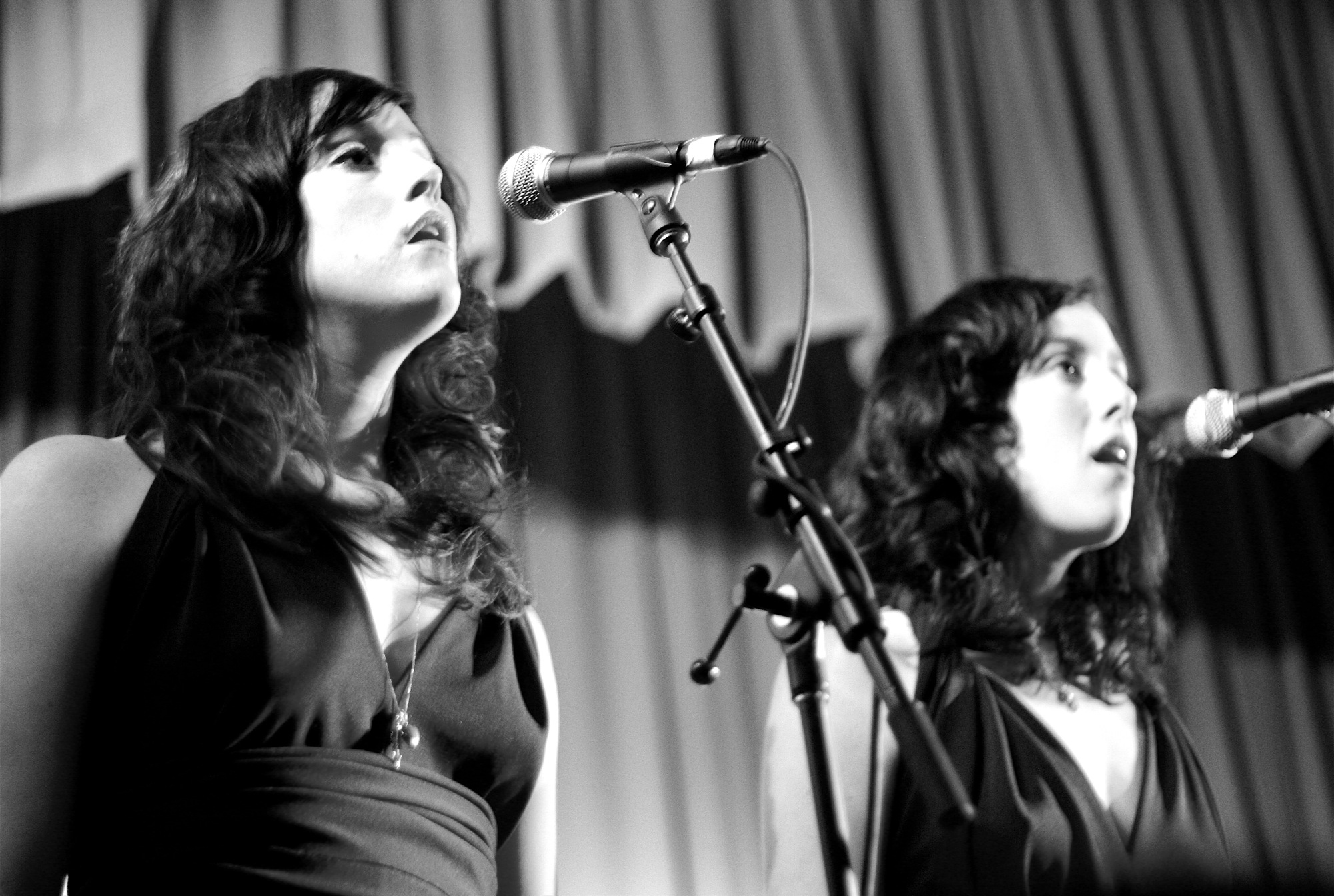
一卵性双生児（ワトソン姉妹）

受精卵の多胚形成による一卵性双胎（多胎）妊娠は偶然の産物であり、一卵性双生児の出生は遺伝やホルモン分泌量などの外的要因に影響をほとんど受けない（ただし、生殖補助医療（不妊治療）の種類によっては一卵性の発生確率を上昇させることもある）。古来より人種に関わりなく、1000組（1000分娩）に4組の割合で一卵性双生児が誕生する。ただし、下記の双生児の出生頻度に見られるように、多胚形成の発生機序に何らかの遺伝的要素が関係する可能性も近年では指摘されている。また、肉用牛では卵分割技術を用いて一卵性双子を人為的に作出することもできる。
一卵性双生児は基本的に同じ遺伝情報（遺伝子型）を持っている。そのため、性別や血液型等は基本的に（発生段階で変異がなければ）一致し、顔形もよく似ている。一般に一卵性双生児の身体能力や学力の類似性は高い。さらに成長に従って遺伝的規定性の強い因子の発現量が増大するため、双生児間の類似度が上昇する傾向がある。しかし同一のDNAを持つ一卵性双生児であっても、DNA情報は個々人の獲得形質に直接的な影響を与えることはないため、身体能力なども（似ているが）個々人で異なり学校の得意科目やスポーツの得意・不得意が分かれることも多い。
遺伝子の同質性については、実際には受精胚は不均一な細胞量で分裂することが大半であり、僅かではあるが異なる遺伝情報を有する（ただし完全に同質な遺伝情報となる場合もある）。また胎児期から双子の各々は独自の成長をするため脳の発達過程も異なり、出生時には大脳皮質の形状も違うものとなっている。食物アレルギーの有無・種別・度合いなども、既に離乳期の時点で双子の各々で異なっている。
一緒に育った一卵性双生児(MZT)と離れて育った一卵性双生児（離別双子；MZA）の体重類似度を調べると、MZTの相関係数は0.87、MZAの相関係数は0.69であった。これは体重などの身体的特徴においては、環境要因が強い影響力を持つことを示すものである。さらに双生児の成長に伴って遺伝子のメチル化などにより、個々の双子の絶対的な表現型の差は次第に広がるため、病気に対する抵抗力の差などは次第に大きくなっていく（下記双子研究参照）。
また指紋も遺伝以外の要因が大きいため、同一のものとはならない。よって、一卵性双生児の各々を生体認証（バイオメトリクス）で識別することもほとんどの場合で可能である。一般に遺伝情報に左右されないものとして、ほくろ・あざの位置、虹彩や静脈パターンなどがあり、静脈認証などを用いた個人認証はまったく問題なく可能である。またiPhone X等のFace IDは一般的に一卵性双生児の顔を識別できず、メーカーも認証について保証をしていないが、高精度の顔認証システムならば一卵性双生児を識別することもできる。しかし、双生児以外では最も確実と言われているDNA認証では一卵性双生児の各々を個人認証することができない。
ミラー・ツイン
一卵性双生児の中には利き手が左右に分かれていたり、つむじが右巻き・左巻きと対称になったりする場合がある。このような左右対称の特徴を多く持っている双子を、ミラー・ツイン（あるいはミラー・イメージ・ツイン）と呼ぶ。受精卵の分裂が受精9-12日以降で発生した場合、ミラー・ツインになると考えられている。外胚葉由来の形質に不一致が発生しやすいことが原因の一つと言われているが、確たる原因は判明していない。ミラー・ツインの中には、様々な外的要因の累積によりごく稀に全臓器反転症、すなわち内臓位置の逆転（心臓が右にある 等）が生じる場合もある。（ただし一卵性双生児で内臓逆位が生じる意味は、内臓逆位は遺伝要因や発生時点の変異ではないことを示すものであり、受精胚の発達過程で独立確率事象として発生したものと解釈される。よってミラー・ツインとしての様態と考えるべきではない。）ミラー・ツインは単に顔などの外観が鏡像になっているだけではなく生物学的な相違点で示されることもあり、鏡像的に異なった人格の形成や生活嗜好・睡眠パターンなどにも鏡像的相違が見られる場合もある。
異性一卵性双生児
一卵性双生児の性別は基本的に同性であるが、稀に異なる性別の一卵性双生児が誕生することがある。2つに分かれる前の受精卵の性染色体がXY（男）の場合、多胚形成する際に一方のY染色体が欠落しXY（男）とXO（女）に多胚形成（受精卵が二つに分裂）して異性一卵性双生児として誕生した報告例がある。また受精卵の性染色体がXXY型であった場合、多胚形成する際にそれぞれの性染色体がXX（女）とXY（男）に分かれることで異性一卵性双生児となった報告例もある。さらに現在ではY染色体の有無により発現する性別が決定されているわけではなく、異なる性染色体が混在（モザイク）する割合によっても性別が異なってくることもわかっている。性染色体がXOのケースはターナー症候群として、XXYを有しているケースはクラインフェルター症候群としてそれぞれ知られている。一卵性の双子で性別が異なる事例が1976年までに少なくとも世界で3例が確認されており、その後も異性一卵性双生児の事例（異性一卵性三つ子を含む）がしばしば確認されている。なお異性一卵性双生児の遺伝子の核は個々で異なるため、一卵性双生児であっても遺伝情報は完全に同一なものではない。また同性一卵性双生児ではあるが核型が46,XX、45,Xであったペアの、生後一年間の成長過程は異なっていたことが報告されている（核型が異なる一卵性双生児は、同性であっても外見や成長パターンが似通わないことが指摘されている）。
結合体双胎
一卵性の場合、ごく稀に卵子の分裂が不完全な状態で成長し、体が結合したまま出生されることがある。この出生形態の双生児を結合体双胎という（結合双生児、シャム双生児）。

### 二卵性双生児

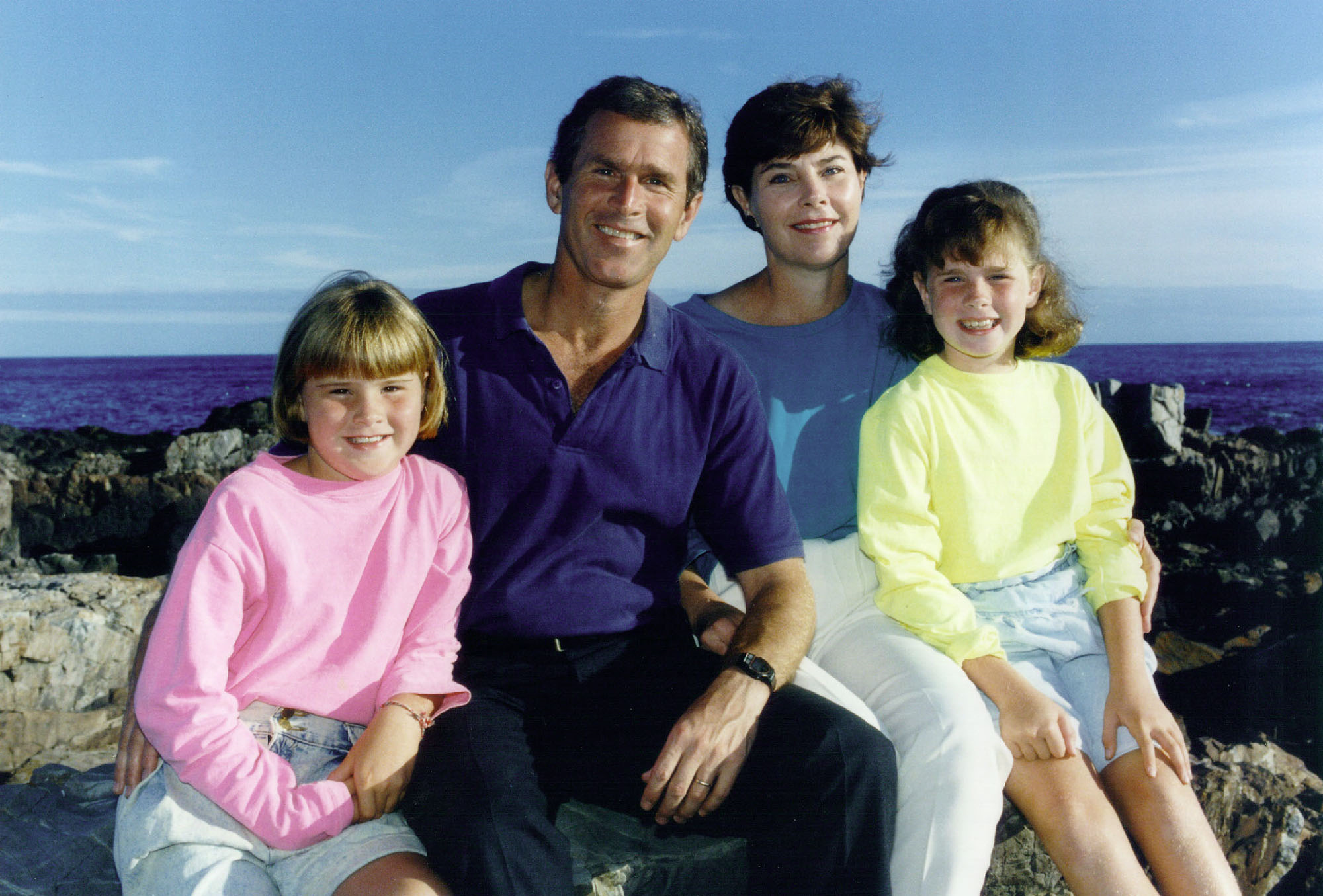
二卵性双生児とその両親（父：ジョージ・W・ブッシュ、母：ローラ夫人）

二卵性双生児は、多排卵のうち（異なる精子に）受精した二卵が、同時に子宮壁に着床した場合の双胎妊娠から誕生する。二卵性双生児は同時に生まれて来る兄弟と同じ事なので一卵性双生児と異なり、遺伝情報は各々で独自のものである。普通の兄弟姉妹と同じように性別や血液型等が異なる場合もあるし、顔形も通常の兄弟姉妹程度に似ることになる。髪質や肌の色がまったく異なる場合も多い。日本の二卵性双生児出生率は、かつて0.2%程であった（一卵性より出生率は低かった）が、現在は0.6%程度になっている。
性別が異なる二卵性双生児を特に異性双生児という。日本では異性双生児のことを「ミックスツイン」と呼称する場合も多い。ただし、英語のmixed twinsは混血 (Multiracial) の親から生まれた双子を指し、異性双生児を指す英語はmixed sex twinsまたはopposite sex twinsである。
多排卵は妊婦自身や母方家族の二卵性双生児出産既往と相関があり、高ゴナドトロピン血症との関連が示唆されている。ゴナドトロピンは経産により上昇する傾向にあり、経産婦が双子を出産する可能性は初産の場合よりも若干ながら高い。遺伝子研究においては双子の両親のうち母親の持つ要因だけが二卵性双胎妊娠の発生に影響を与える（父親側の要因が母体側に何らかの影響を及ぼし、多排卵を導くという可能性はない）。ただし二卵性双生児自身が双子を受胎する確率が一般よりどれ程高いのかについては、科学的根拠のある数字を示す文献は存在しない。これは多胎家庭の系譜（family history)を厳密に調査することが出来ないため、具体的な数値を算出することが不可能なためである。
なお、排卵された複数の卵子が受精する時期は必ずしも近接していない。（同一月経周期内での）異なる時期・異なる性交による受精が発生（過妊娠、Superfecundation）することがある。さらに珍しいことではあるが受胎時とは別の月経周期に妊娠中にもかかわらず排卵が生じ、受胎時期が異なる二人目を妊娠する（過受胎、Superfetation）こともある。短時間で複数の受精卵が生じた双胎妊娠と比べ過妊娠・過受胎では受胎時期が双子のそれぞれで異なっているが、出生する子供が二卵性双生児であることに変わりはない。特に過妊娠で二卵性双生児を受胎することは比較的一般的に確認されるため、二卵性双生児の在胎週数は双子の個々でしばしば異なっている。
混血の双生児 (Mixed twins)
両親が混血である場合、親が有している人種のDNAを偏って受け継いだ結果、異なる人種特徴を持った二卵性双生児が産まれることがある。例えば両親が共にコーカソイドとネグロイドの混血であった場合、双子のうち一方がコーカソイド、もう一方がネグロイドの特徴をもって産まれる可能性がある。具体的には写真を参照のこと。この確率は100万分の1程度と報道されているが、2001年に人種的特徴が偏在する双生児を儲けた夫婦から、2008年にも人種的特徴が偏在する双生児が誕生している（同じ夫婦から2組の二卵性双生児が生まれた）。
異父二卵性双生児
二卵性双生児それぞれの父親が異なる可能性もある。過妊娠や過受胎のように異なる時点の性交で複数の卵子が受精するケースで父親が異なる場合を異父過妊娠・異父過受胎と呼び、生物学上の父親が異なる双生児が生まれる。1992年のある研究では父親認知訴訟で審理されたケースのうち、異父二卵性双生児が約2.4%であったと報告されている。
quaternary multiples
一卵性双生児同士の夫婦から"同時期に"産まれる多胎児。法律上の血縁関係は「いとこ」にあたるが、遺伝的関係では「きょうだい」となる。単胎の「きょうだい」では有り得ない至近の誕生日（あるいは同日）に産まれた場合、実質的に二卵性双生児に等しい(注：多胎児は同日に出生するとは限らない)。

### 特殊な卵性の双生児
一卵性と二卵性以外の卵性をもつ双生児が、ごく稀に誕生することがある。
半一卵性双生児
半一卵性双生児 (half identical twins) は排卵された一卵が受精前に分裂して二卵になったことから二卵性双生児として誕生する、双生児の種別の一つ。理論上でその存在は指摘されているが検証が困難であることに加え、そもそも存在が稀であるため確認されたことはない。異性双生児として誕生する可能性が、通常の二卵性双生児の場合と同様に存在する。また半一卵性双生児は各々75%のDNAを共有している。
準一卵性双生児
準一卵性双生児は多精子受精（過受精）した卵子（二精子が受精した卵子）が何らかの原因によって分裂し、双生児となったもの。2007年3月、初めて学術的に公式な報告がなされた。一個体中に異なる遺伝子情報が混在するキメラ（モザイク）として出生している。卵子に過受精が発生する確率自体は全体の受精のうち1%程度と言われているが実際に出生にいたって生存が確認される事例はかなり稀であり、二例が確認されている。

## 双生児の出生頻度
双生児の出生頻度は人種により違いがあり白人種は1/80から1/120、黒人種では1/50以上といわれる。日本における双生児の出生頻度はかつては1/150から1/160の低い水準で安定していたが、1987年以降は双生児の出生頻度は大きな変動が続いている。一卵性双生児の出生率は地域・民族・時代に関わりなく一律0.4%であり、双生児出生率の人種間の差や近年の日本の双生児出生頻度の変動は主として二卵性双生児の出生頻度によるものである。
日本の双生児出生頻度は1000組中、1974年頃は6組を少し下回る程度だったが、2003年には10組を上回った。日本の一卵性双生児出生頻度は1974年から2003年の30年間において1000組中4組前後で安定しているため、この出生頻度の変化は二卵性双生児の出生率の変動による影響が大きい。特に体外受精の導入による影響は大きく、体外受精によって双生児の出生率は導入前の6割増になったと言われる。ただし1996年から日本産婦人科学会が胎内に戻す受精卵数を制限を開始し、現在は日本の双生児の出生率は2005年をピークに低下傾向にある（現在の産婦人科学会の指針では原則として、胎内に戻す受精卵は一つと定められている）。ただし受精胚移植による多胎妊娠の頻度上昇は、移植胚の数を問わない。移植する胚盤胞が一個の場合であっても、移植胚が分裂して二個になった一卵性の可能性と、移植後に排卵が生じて同時に自然妊娠も生じた二卵性の可能性がある。
また、二卵性双生児の出生頻度は地域間・民族間の違いも大きい。西アフリカ一帯に住むヨルバ族の場合、二卵性双生児の出生率は2.8%（二卵性出生率1000組中28組、一卵性出生率は1000組中7組）から約5%におよぶ。さらにブラジルのある小さな集落、リーニャ・サンペドロ地区では双子出生率が10%に達する。これは日本の二卵性双生児出生頻度の10 - 20倍に達している。また、リーニャ・サンペドロ地区の双子のうち半数は一卵性である（出生率5%）。この原因について長期にわたる調査が行われた結果、地域住民の遺伝的要因（TP53*P72およびMDM4-T）が影響を及ぼしている可能性が2012年に報告された。この報告では住民に多い遺伝子（特にP53）多型種に受精胚生存率を上昇させる効果を有するものがあり、（受胎が知覚される前に消失するような受精胚も生き残るなどの結果として）卵性を問わず双子出生率が上昇している、と指摘している。ただし、受精胚の生存率には非常に多様な遺伝的影響があるため、P53の多型のみによって双子出生率が影響されることはない。あくまで居住者（すなわち遺伝子）の地域流動性が低い、特定地域のみで偶発的に現れる現象であると考えられている。
二卵性双生児とは異なり、一卵性双生児の受胎は偶然であって遺伝的な影響は存在しないとされている。しかし、インドのモハンマド・プル・ウムリ (Mohammad Pur Umri) 村では一卵性双生児の出生率が約10%に達しており、他にもヨルダンに一卵性双生児の誕生率が非常に高い家族が存在するなど、一卵性双生児の出生率にも遺伝的な影響が存在する可能性も指摘されている。なお、ココノオビアルマジロは基本的に一卵性の四つ子を生むことで知られており、偶然に依拠することなく生物が一卵性多胎児を受胎することは可能である。一方、ジャイアントパンダの多胎出生率(1963年から1990年まで)は飼育下において54%（74分娩中、双胎39、品胎1）に達する。2016年時点での調査では双胎率44%であったが、そのうち同性双子18組の遺伝子調査を行ったところ、全てが二卵性双生児であった。ジャイアントパンダの場合は、一卵性双生児は極めて稀であるか、そもそも誕生しない可能性が示唆されている。また飼育下のホッキョクグマの双子出生率は68%にのぼり(50分娩に対し88出産。単胎14頭、双胎34組、品胎2組)、妊娠期間が短いほど平均出生頭数は多い（多胎の場合は早産となる傾向がある）。なお野生のホッキョクグマ2945個体に遺伝子検査を行ったところ、一組の一卵性双生児が発見されている。ヒグマの場合はほぼ双子であり、内陸部のヒグマの平均出産頭数は約2頭、沿岸部（サケの捕食が可能な地域）では約2.3頭となっている（飼育下のヒグマでは11分娩中双子9組、三つ子2組であった）。

### 性別・卵性別の出生割合
一般に出生男女比は106:100とされるが、双生児等の多胎児の男女比は男児の割合が低くなり、102:100程度となる。特に1絨毛膜1羊膜性双胎の場合、男男の出生率は極めて低い。膜性（卵性）と性比の間に関係性があることを示唆する報告が幾つかあり1980年の報告では、二絨毛膜性双胎の出産総数に対する男児割合は0.571(男性が多い）、一絨毛膜二羊膜では0.492、一絨毛膜一羊膜では0.416であった。これは、一卵性（一絨毛膜）の場合は多胚形成時におけるX染色体不活性との相関が、二卵性（二絨毛膜性）の場合は母親が高身長・高体重であるケースが多く、体格的な要因によるステロイドホルモンの濃度との相関が示唆されている。（よって卵性不問の双子の男女比は、一卵性の比率が高ければ男性割合が減ることになる。）
双胎妊娠における卵性と性別の組合せは、以下の5つのバリエーションが一般的である（確認されている事例が1例のみである準一卵性双生児と、異性一卵性双生児は除く）。1975年の文献は、出生率順に以下のパターンとなると指摘した。
- 男女の二卵性双生児
- 女女の二卵性双生児
- 男男の二卵性双生児
- 女女の一卵性双生児
- 男男の一卵性双生児

しかし、性別と卵性の組合せを示す幾つかの調査のうち、オランダの1986年末～1993年までに生まれた全ての双子の約40%を調査した結果と、日本の多胎児データベースに基づいたある調査（標本数461組）の結果は以下の通りであった。どちらの調査も卵性不明の対象者を除いているが、調査時期や人種・地域の違いによって性別や卵性の組合せの割合が異なることを示している。
| 性別・卵性別の出生数 |                      |                  |
| \| 組合せ \| オランダの調査(1993) \| 日本の調査(2013) \| \| ------------------ \| -------------------- \| ---------------- \| \| 男女の二卵性双生児 \| 1032組（33.6%） \| 142組（30.8%） \| \| 男男の二卵性双生児 \| 651組（21.2%） \| 69組（15.0%） \| \| 女女の二卵性双生児 \| 594組（19.4%） \| 79組（17.1%） \| \| 女女の一卵性双生児 \| 421組（13.7%） \| 70組（15.2%） \| \| 男男の一卵性双生児 \| 371組（12.1%） \| 59組（12.8%） \| |                      |                  |
| 組合せ | オランダの調査(1993) | 日本の調査(2013) |
| 男女の二卵性双生児 | 1032組（33.6%）      | 142組（30.8%）   |
| 男男の二卵性双生児 | 651組（21.2%）       | 69組（15.0%）    |
| 女女の二卵性双生児 | 594組（19.4%）       | 79組（17.1%）    |
| 女女の一卵性双生児 | 421組（13.7%）       | 70組（15.2%）    |
| 男男の一卵性双生児 | 371組（12.1%）       | 59組（12.8%）    |

二卵性双生児の出生割合はそもそも地域差があるが、その組み合わせ（同性双生児か異性双生児か）もバラツキがある。2018年の報告では、英国の二卵性双生児の同性・異性の割合は同性6:異性4の比率であった。

### 一卵性双生児の受胎誘因
卵子が分割して一卵性双生児が産まれる原因は、解明されていない。しかし極めて稀に一卵性双生児の出生率が高い家系もあるため、遺伝的影響が存在する可能性を指摘する説もある。ほかに受精時期が影響を与えるという、以下のような仮説も近年は存在する。
- 排卵された卵子（卵母細胞）が成熟・退化する過程の後期に受精した。
- 女性のホルモンバランスが不安定な、若年期・壮年期に受胎した。

また、生殖補助医療の手法（胚盤胞移植や卵細胞質内精子注入法における一部の手法）によっては一卵性双生児の受胎確率を少なくとも2倍に上昇させる。自然妊娠による一卵性双生児の受胎確率は0.4%であるが、これらの手法による受胎確率は2.25倍の0.8–0.9%となる。

### 二卵性双生児の受胎誘因
二卵性双生児の出生率は、母親の遺伝要因の影響を受ける（多排卵に遺伝的影響がある）。また二卵性双生児の母親が受胎した際、卵胞刺激ホルモンの値が上昇している傾向が見られる。その影響を受け、妊娠前の生理の周期が早まったり期間が短くなっていることが多い。他に、以下のような幾つかの要因が二卵性双生児の受胎に影響を与えていると考えられている。
- 30歳から40歳程である（特に35歳以上の妊婦の発生率が高い）。
- 身長・体重が平均より大きい[74]。
- 経産婦である。
  - 経産回数が多いほど多排卵になりやすい。特に二卵性双生児の母親が再び二卵性双生児を身籠る確率は、通常の3 - 4倍に達する。
- 一部の生殖補助医療（不妊治療）。
  - 生殖補助医療の種類に拠り、多排卵に全く影響を与えないものもある。体外受精・受精卵（胚）移植、排卵誘発剤の利用などが多胎妊娠に繋がる可能性がある。
- ナイジェリアなど西アフリカに居住しているヨルバ族のようなアフリカ系血統である。
  - ヨルバ族の二卵性双生児受胎頻度が大きいのは、ヨルバ族の食生活が影響を与えているという研究がある。ヨルバ族女性の双子出生率をヤムイモを主食とする村落部と食事に多様性のある都市部で比べた場合、村落部在住女性の方が双子出生率が高い[75]。これはヤムイモが植物性卵胞ホルモン様物質（エストロゲン、女性ホルモン）を豊富に含むため、卵巣に刺激が与えられて日常的に多排卵が誘発されているとしている[53]。しかし科学的な根拠は見つかっていない[76]。またこの仮説に対しては、エストロゲンはゴナドトロピンのレベルを低下させるため逆に双子率を低下させるという反論もある。
- インスリン様成長因子 (IGF) の血中レベルが高い[77]。

#### 菜食主義と双胎妊娠の頻度
双胎妊娠の確率を上昇させるIGFは乳製品等から摂取できるが菜食主義の中でもヴィーガン (Vegan) と呼ばれるグループは全ての動物由来製品の利用を拒んでおり、血中のIGFレベルが非ヴィーガンと比べて13%ほど低い。そのため、双胎妊娠の確率が非ヴィーガン（乳製品を食事にとっている人）の5分の1程度になっているという調査結果もある。

#### 類人猿の双胎出産頻度
類人猿の専門家である松沢哲郎はチンパンジーの双子は「類人猿では非常にめずらしい」としている。1926年から2002年までのチンパンジーの双胎率を推計した研究では、1865分娩のうち一卵性は0.43％、二卵性は2.36％であった。このチンパンジーの二卵性分娩率はヒト全体での二卵性分娩率より高い。しかし哺乳類の双胎出産率は３～５％程度である牛においても、双胎率としては稀（rare condition）と評価される水準である（例えばジャイアント・パンダの多胎出産率は54%）。

## 双胎妊娠
双胎妊娠に限らず多胎妊娠の場合、母体の子宮容積が胎児達の体重・体積の増加に物理的な制約となるため、妊娠の継続が困難になりやすい。そのため、単胎妊娠と比べ双胎妊娠の場合、臨月を待たずに出産にいたる可能性が高く、個人差はあるが34週から36週程の早産になり易い傾向がある。早産は新生児の健康状態に影響を及ぼす可能性が高いため、双胎妊娠の場合は慎重な妊娠生活を過ごすことが要求される。産休期間は単胎妊娠が産前6週間であるのに対し、多胎妊娠の場合は産前14週間が認められている(労働基準法65条)。
双胎妊娠は、卵膜の種別である膜性により幾つかの形態に分類される。膜性の違いにより、妊娠生活上の注意事項が異なる。また膜性により胎児の卵性が出生前に判明する場合もあり、重要な医療情報となる。

### 膜性

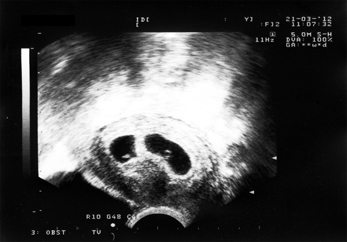
妊娠四週目の二絨毛膜性双胎。二つの胎芽がはっきりと離れた位置にある。

卵膜は外層より脱落膜・絨毛膜・羊膜の三層で形成され、このうち絨毛膜と羊膜の数による区分が膜性である。特に母体内の胎盤の数の違いを表す絨毛膜の違いが重視される。妊娠週数が進行すると膜性の判断が難しくなるが、妊娠8週未満では羊膜が薄く、その診断は困難である。正確な膜性診断のために適切な時期は妊娠9～11週頃であり、この時期に医師により診断されることが望ましい。
絨毛膜
絨毛膜は羊膜の上層に位置し胎盤の一部を形成する、卵膜のうちの第二層。（生殖補助医療によらない）自然妊娠による二卵性の場合は、ほぼ確実に2絨毛膜性双胎となる。一卵性の場合、受精卵の分裂時期により1絨毛膜になるか2絨毛膜になるかの違いが出る。絨毛膜の数は胎盤の数と考えてよいため、膜性が1絨毛膜の胎児は胎盤を共有している。よって、膜性が1絨毛膜と2絨毛膜のどちらかであるかにより妊婦の生活に多少の違いが生じることになる（妊娠時の注意事項が異なる）。
羊膜
羊膜は卵膜の最内層であり、個々の胎児を包む膜。1絨毛膜性双胎妊娠の場合、1羊膜と2羊膜のケースが存在する。2羊膜性となる場合が多い。1羊膜の場合、同じ羊膜の中に複数の胎児が存在する。なお2絨毛膜性双胎妊娠の場合は、当然ながら2羊膜である（羊膜は絨毛膜の内層膜であるため）。
双胎妊娠の分類
絨毛膜と羊膜の組合せにより、双胎妊娠の種別が決まる。一卵性の場合、この種別は受精卵の分裂時期により決まると考えられている）。
- 2絨毛膜2羊膜性双胎：受精3日以内に受精卵が分裂した場合
- 1絨毛膜2羊膜性双胎：受精4日から7日以内に受精卵が分裂した場合
- 1絨毛膜1羊膜性双胎：受精8日以降に受精卵が分裂した場合

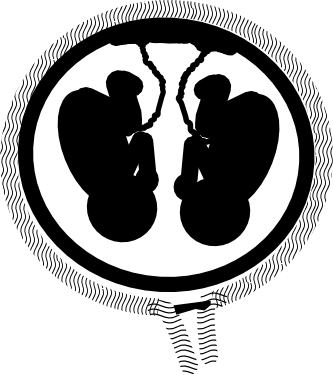
一絨毛膜一羊膜性双胎
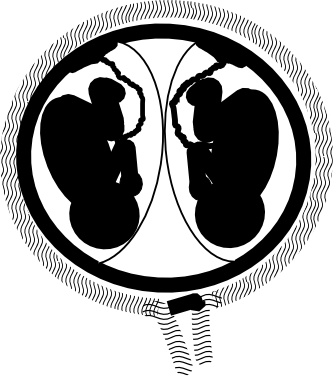
一絨毛膜二羊膜性双胎
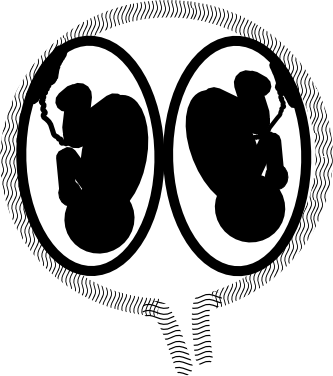
二絨毛膜二羊膜性双胎

### 一卵性と二卵性の識別
双生児の性別が異なる場合、上記異性一卵性双生児を除き原則として二卵性双生児である。しかし、同性の場合はDNA検査をしない限り卵性判断をすることは出来ない。自然妊娠の1絨毛膜性双胎であれば、産まれてくる双生児は一卵性双生児と考えて差し支えないが、二卵性1絨毛膜性双胎が自然妊娠により発生する可能性も存在する。ただし、自然妊娠による二卵性一絨毛膜性双胎の報告例はない。一方、2絨毛膜性双胎の場合は一卵性と二卵性の両方の可能性がある。

#### 卵性と膜性
双生児の卵性と膜性（絨毛膜・羊膜の組合せ）には以下のような関係がある。1卵性双生児の場合、受精卵の分裂時期により膜性に違いが生じる。一方、2卵性双生児の膜性はほぼ必ず2絨毛膜2羊膜となるが、1絨毛膜2羊膜の二卵性双生児が誕生することもある。また、2絨毛膜2羊膜性双胎胎盤の場合、癒合双胎胎盤と分離双胎胎盤に分類され、視認により胎盤数を確認することが困難な場合もある。
| 膜性と卵性 | 1絨毛膜            | 2絨毛膜          |
| ---------- | ------------------ | ---------------- |
| 1羊膜      | 一卵性             | 発生しない       |
| 2羊膜      | 一卵性（例外あり） | 一卵性 or 二卵性 |

一卵性双胎の膜性
- 1絨毛膜1羊膜性双胎 約1%
- 1絨毛膜2羊膜性双胎 約75%
- 2絨毛膜2羊膜性双胎 約25%

二卵性一絨毛膜性双胎
二つの受精卵が至近距離に着床したり、あるいは不妊治療・生殖補助医療などの影響により一部の細胞が癒合し、二卵性双胎のケースでも一絨毛膜性双胎となる（一つの胎盤を共有する）可能性がある。2003年に初めての症例報告がなされた後、稀ではあるが幾つかの症例が報告がなされるようになった。報告例の中には三卵性二絨毛膜性双胎（三つ子のうち二児が胎盤を共有する二卵性一絨毛膜性双胎）も含まれており、双生児以外の多卵性多胎児においても胎盤の共有が発生しうることを示している。これまでに確認された二卵性一絨毛膜性双胎の全ての報告は一般不妊治療・生殖補助医療の下での症例で、かつ男女の異性双生児である。二卵性一絨毛膜性双胎の場合に必ず異性双生児となるわけではなく、同性の一絨毛膜性双生児の場合は二卵性として認知することが困難であることが影響していると考えられる。一絨毛膜性の異性双生児の場合、"一絨毛膜性双胎の異性一卵性双生児"であるか"二卵性一絨毛膜性双胎の異性双生児"であるかはDNA検査をしなければ判明しない。二卵性一絨毛膜性双胎は一卵性一絨毛膜性双胎と同じように胎盤を共有しているため、胎盤共有から生じる双胎間輸血症候群などの問題も同様に発生しうる。また、二卵性双胎では異なる血液型の児が胎盤を共有していることもしばしば発生し、共有胎盤を通じて造血細胞などが相互移行する結果、出生児に血液キメラが生じる可能性がある（キメラも発生しうる）。
胚盤胞移植と卵性・膜性
移植胚が一つであっても、移植胚が多胚形成した・別の自然排卵により移植胚とは別の受精胚が生じた等の理由により、一絨毛膜性双胎・二絨毛膜性双胎となる可能性がある。この時、二絨毛膜性双胎であってもホルモン補充療法を伴う移植では、出生後に遺伝子検査により一卵性双生児であることが確認された事例（一卵性二絨毛膜性双胎）もある。
卵性診断の混乱と卵性識別の重要性
かつては絨毛膜や胎盤の数をもって卵性を識別していたが、これは誤りである。一卵性双生児の3分の1は2絨毛膜性双胎であり、胎盤数は二つとなる。また視認された胎盤数が一つであっても二卵性双生児の場合もある（視認された胎盤の数が一つであっても検査の結果、癒合性双胎胎盤であることも多い）。さらに、一絨毛膜性双胎であっても、二卵性双生児である可能性もわずかではあるが存在する。よって現在では出生時に二卵性双生児と言われていてもその実は一卵性双生児であったり、一卵性と判断されていても二卵性双生児であるケースが多数存在している。特に一卵性双生児が二卵性であると誤認されているケースが多い。例えばタレントの三倉茉奈・佳奈は二卵性双生児だと本人達も信じていたが、DNA検査の結果として一卵性双生児の確率が極めて高いと判断された。アメリカのタレントであるオルセン姉妹も本人達は二卵性であると主張しているが、双生児研究の専門家であるNancy L. Segalはオルセン姉妹はその外見等から一卵性である可能性が高いと指摘している。一卵性双生児が自身を二卵性だと信じ込みがちな理由として、(1)一卵性ならば何もかもが類似していると思い込み、相違点の存在を意識しすぎる、(2)外見や行動における個性重視の風潮から、一卵性双生児であることを重荷に感じる、という二点をSegalは挙げている。またSegalは、誤認していた卵性を正しく知った一卵性双生児が「自身らが元は一つの受精卵であり、分裂していなかった場合はどちらか一方が存在していなかった」ことを自覚して衝撃を受けた実例を紹介しつつ、双生児自身やその周囲が出生後出来るだけ速やかに正確な卵性を知ることは、相違性や類似性を正しく理解した健全な成長過程を過ごすにあたって役立つであろうと主張している（三倉茉奈・佳奈が自身らの卵性を知った際にも紹介例と同様の混乱が見られる）。

### 双胎妊娠と社会
- 双胎妊娠では、母子健康手帳は二冊が交付される。交付時の手帳のナンバリングは、続き番号の場合と同一番号で枝番がつけられる場合と地方自治体によって差がある。どちらの場合も、手帳には第一子・第二子と記載され渡される。また、同時に交付される（手帳、もしくは同時交付される別冊に付属する）健康診断の申し込み票等は母体に対して交付されるものであるため、二冊目から取り除かれてから交付される。
- かつて一人っ子政策を進めていた中国でも、双子の場合は例外として戸籍を得ることが出来た。そのため中国では双子はめでたく、特に男女の双子は龍鳳胎（龍は皇帝、鳳凰は皇后）と称えられ羨望の対象となっていた。

### 双胎妊娠の分娩時期
双胎妊娠の膜性が1絨毛膜型である場合、在胎週数が28週（妊娠後期）を超える頃、管理入院でMFICU（母体胎児集中治療管理室）等に入室する場合が多い。一般に管理入院の期間はノンストレス・テスト (NST, Non Stress Test) 等の結果によって変わってくるため、個人差が大きい。数週の入院の後に自宅に戻る場合もあれば、出産時までそのまま入院が継続される場合もある。
一般に37週0日以上の正期産になるまで妊娠を継続することが望まれるが、双胎妊娠では胎児二人分という物理的な大きさが母体の負担になる場合も多い。そのため、低出生体重児になる可能性があっても妊娠34週を超えれば出産を選択することは珍しくない。これは妊娠34週以降であれば胎児の肺がほぼ完成し、NICUを備えた産院であれば十分な対応が可能になるからである。在胎週数別の乳幼児死亡率は、29週～37週で産まれた双生児は単胎児よりも低く、また同体重の単胎児を対照群に取った場合、生児出生だった双生児の乳幼児死亡率は低い。
双胎児の周産期死亡率が最も低くなる双胎妊娠の在胎週数は、統計的には37～38週となる。しかし、経腟分娩であるか・予定帝王切開であるか、一絨毛膜性か・二絨毛膜性であるか、あるいは双胎間輸血症候群や胎児発育不全の状態はどうなっているか、などによって最適な出産時期は個々の妊婦毎に異なる。医療機関は在胎期間と出生時死亡率、そして出生時の予後を慎重に検討し、個々のケース毎に最適な分娩時期を選択する。よって双胎妊娠管理においては、必ずしも妊娠週数を伸ばすことは優先事項ではない。低出生体重児で生まれた双胎児の予後が、特定の在胎週数や出生体重では単胎児より良好であるという統計上の結果を「低出生体重児のパラドックス（LBWパラドックス）」という。

### 双胎妊娠の期間
アメリカ在住の妊婦の妊娠期間を調査した1998年の研究では単胎妊娠と双胎妊娠の妊娠期間は下記の表に見られるように、顕著な期間の違いが報告されている。参考に品胎（三つ子）妊娠の事例も併記しておく。一般には双子の場合は37週過ぎ、三つ子の場合は34週過ぎの頃に出産となる場合が多いといわれている。また1羊膜1絨毛膜の場合や品胎妊娠の場合、分娩時に臍の緒が巻きつく可能性などの危険を避けるため帝王切開による出産が多くなる。
| 胎児数と妊娠期間 | 単胎妊娠 | 双胎妊娠 | 品胎妊娠 |
| ---------------- | -------- | -------- | -------- |
| 平均在胎週数     | 39.03週  | 35.77週  | 32.48週  |
| 在胎33週未満     | 1.7%     | 13.94%   | 41.25%   |
| 在胎37週未満     | 9.43%    | 50.74%   | 91.03%   |

### 分娩の間隔
双生児の第一子と第二子の分娩間隔を調査した香港の大学病院による報告では、34週未満の早産や帝王切開などのケースを除く対象となった118例（平均在胎週数37.1週）で、以下のような結果が示されている（中央値は16.5分、四分位範囲は10–23.3分である）。また、第一子・第二子の出産時期が大幅に異なる事例もあり、誕生日が95日離れた双子がアメリカ合衆国ルイジアナ州で産まれている（第一子のTimothy（男）は1994年生まれ、第二子のCeleste（女）は1995年生まれである）。
| 分娩間隔 | 5分以内       | 10分以内      | 15分以内      | 20分以内      | 25分以内      | 25分超        |
| -------- | ------------- | ------------- | ------------- | ------------- | ------------- | ------------- |
| 分娩例数 | 12.7%（15例） | 21.2%（25例） | 19.5%（23例） | 18.6%（22例） | 12.7%（15例） | 15.3%（18例） |

### 特有の現象
バニシング・ツイン (Vanishing Twins)
双胎妊娠が判明した後、ごく早期の段階で一方が流産となり結果として単胎妊娠の形になることをバニシング・ツインという。胚（胎児）が母体に吸収されあたかも子宮内から消失（バニシング）したように見えるため、この名称がついている。研究者の中には実はほとんどの妊娠のごく早期は多胎受精なのだが、妊娠が確認される頃に単胎になっているのではないか（バニシング・ツインを経た後に妊娠が判明しているだけなのではないか）と仮説を立てている者もいる。
極体双生児 (polar body twins)
極体 (polar body) とは卵母細胞の不均等な減数分裂によって生じた二つの娘細胞のうち、微少な細胞量の方の卵娘細胞を指す。この極体は通常は消失するが、消失せずに精子と受精した場合、別の精子と極体ではない方の正常な成熟卵が受精して誕生した胎児と合わせ極体双生児と呼ぶ。極体と受精した側の胎児は無心体となる。このとき、理論的には極体側の受精卵が一個体として成長する可能性は存在し双生児の両方がともに成熟した場合は半一卵性の双生児となる（半一卵性双生児は極体双生児の一種）。
キメラ (chimera)
本来ならば二卵性双生児になるはずだった二つの受精卵が、融合して一つの受精卵となることがある (dual identities)。多くの場合は受精卵が成長せずに出産まで至らないが、一個体が二種類の遺伝情報を持つキメラとして生まれることもある。またバニシング・ツインで本来は母体に吸収されてしまう胚が残った胚と融合し（内細胞塊にバニシングツイン由来の細胞が取り込まれる）、キメラで生まれる場合もある。特に異性双生児として生まれるはずだった胚が融合した場合、雌雄同体 (hermaphrodite) や半陰陽が生まれる可能性も生じる。
血液キメラ
融合性双胎胎盤の場合（つまり二卵性双生児の一部は）、異なる血液細胞を同時に持つ血液キメラとして生まれる可能性がある。血液キメラの場合、たとえばA型とB型の血液が混在して血管を流れている状態になる。二卵性双生児の8%、多卵性品胎児では2割程度の割合で血液キメラがいるのではないかという調査もある。牛の異性多胎仔で血液キメラの場合、フリーマーチンとなる。フリーマーチンの牛は生殖能力を持たないため、牝牛であっても乳牛の場合は乳が出ず乳牛の役目を果たせないことになり、肉牛の場合でも繁殖牝牛に成り得ないことになる（人間の場合は当然ながら牛とは異なり、血液キメラの人の妊娠・出産は可能である）。

### 特有の問題
早産
多胎妊娠は単胎の場合より早産になりやすい。
子宮内胎児死亡 (miscarried twins)
双子のうち一方の胎児だけが生存している状態。この場合、死亡した胎児を手術で取り出す必要が生じる場合もある。バニシング・ツインはこの一種。
貧血
多胎妊娠の場合、胎児が必要とする血液量が単胎より多いため、貧血になりやすい。
双胎間輸血症候群
胎盤の共有により発生する症状。1絨毛膜性と融合性双胎胎盤で血管の吻合が見られる場合に生じる。
無心体双胎 (acardiac twin)
胎児の心臓が確認できない、あるいは痕跡としてのみ存在して機能していないものを無心体という。この時、一絨毛膜性双胎において一方が無心体である時、無心体双胎、あるいはTRAP sequence（トラップシークエンス）と言う。無心体双胎は寄生性双生児の一種とみなされる。胎児治療が必要な代表的疾患の一つ。妊婦は国際的なプロトコルと推奨事項に沿ったカウンセリングを受けることが推奨される。無心体双胎は双胎間輸血症候群の最も極端な状況である。
胎児不均衡発育(discordant twins)
双胎妊娠の75%は妊娠中の双子体重差が15%以下であるが、双胎妊娠の20%は15-25%の体重差が生じ、残る5%は25%以上の体重差が生じる。体重差があり、発育が不均衡であっても出産は同時であることがほとんどのため、出産時期の設定が難しくなる。
静脈血栓塞栓症
双胎妊娠の場合、妊娠生活に安静を要求されるため、単胎より発症しやすい。
一児発育不全(sIUGR)
発育不全は多胎妊娠特有の問題ではないが、多胎妊娠の場合は単胎時より大きな問題になる場合が多い。
子宮内外同時妊娠
子宮外妊娠と通常の子宮内妊娠が同時に生じた状態。子宮内外同時妊娠は30,000件に一件程度で発生すると考えられているが、生殖補助医療技術の発達により、近年は増加傾向にあると指摘されている。
重複妊娠(Combined Pregnancy)
子宮内外同時妊娠や重複子宮・双角子宮における同時妊娠などの、過妊娠・過受胎によって生じる異所妊娠(heterotopic pregnancy)であり、人間の同一子宮内における双胎妊娠は重複妊娠とは異なる。
妊娠高血圧症候群 (かつての妊娠中毒症に対する現在の呼称)
同じく多胎妊娠特有の問題ではないが、単胎時より大きな問題になる場合が多い。
羊水過多症
同じく多胎妊娠特有の問題ではないが、単胎時より大きな問題になる場合が多い。
出産難民
同じく多胎妊娠特有の問題ではないが、単胎時より大きな問題になる場合が多い。特に1絨毛膜性双胎妊娠の場合、一般の産院では受け入れを断られる場合がある。地域の中核的な総合病院のNICUを備えた周産期医療センターへ入院することが推奨されており、出産難民になりやすい。一方、膜性が2絨毛膜性双胎妊娠の場合、特に問題なく受け入れ可能な産院が比較的に多い。早期の膜性診断が重要とされる理由の一つである。

### 双胎妊娠の呼称に関する混乱
- かつては子宮内外同時妊娠等は「2卵性双胎における着床異常」であり、重複妊娠ではないとされていた[120]。しかし近年では子宮内外同時妊娠は重複妊娠の一例とされ、妊娠が異期であるか同期であるかを問わず、同一子宮内妊娠ではない異所多胎妊娠を重複妊娠とすることが多い[121][122]。
- 異父過妊娠 (Heteropaternal Superfecundation)、異父過受胎 (Heteropaternal Superfetation) を被子植物の現象である「重複受精」(Double Fertilization) と表現しているケースが存在するが、これは誤りである。重複受精は2つの精核が卵細胞と極核（中央細胞）の2か所で受精することを指している（つまり受精の対象は1つ）。しかし過妊娠は2つの卵のそれぞれに2つの精子が受精することを意味しており（受精の対象は2つ）、現象として別のものである（重複受精に相当する現象が発生し双生児が誕生する場合、準一卵性双生児となる）。
- 多胎出産を通常とする犬猫等の動物では、過妊娠を同期複妊娠、過受胎を(異期)複妊娠と呼ぶ。ウサギなどのもともと重複子宮を有する動物の場合は、同期複妊娠・複妊娠を重複妊娠と呼ぶ。
- 双子（双仔）・三つ子（三つ仔）……という表現は、人間を含む霊長類や大型有蹄類などの、一腹産児数が通常は一子である種が、たまたま複数児を同時に出産した場合に限定して行なわれる。

## 双生児の出生・発育・発達

### 双子の出生順と兄弟姉妹
双子の出生順により、二子中第一子（兄・姉）、二子中第二子（弟・妹）となる。
かつての双生児の兄弟姉妹の定め方は一律に定まっていたわけではなく、地域・時代により変化していた。古代ローマでは第二子をもって兄姉とし、長子としていた。欧州では基本的に第一子をもって兄姉としていたが、地域によっては20世紀の初めまで第二子をもって兄姉としていた。日本でも「後から生まれた方を兄（姉）とする」という因習が長く存在していた。これは「兄（姉）ならば先に母の中に入ったので奥にいるはずであり、後から出てくるはず」、「弟（妹）が兄（姉）を守るため、先に露払いとして出てくる」などの考え方による、江戸期から明治初期の「産婆ノ妄説」であった。ただしこの当時は他にも「体格が大きい方が兄」、「先に生まれた方が兄」という考え方が併存しており新潟県中部域などでは先に生まれた方を兄としていたことが民事慣例類集に記載されている。
1874年12月13日の太政官指令により「前産ノ児ヲ以テ兄姉ト定候（先に産まれた方を兄・姉とする）」と多胎児の兄弟姉妹の順が定められた。それ以後、少なくとも法令上は出生順により兄弟姉妹が決められている。ただし、この「後から生まれた方が兄（姉）」という考え方は直ぐには改められなかったようで、例えば明治25年（1892年）に生まれたきんさんぎんさんは後から生まれたきんが姉となっている。1898年10月12日には司法省民刑局長が「出生ノ前後」をもって順序を定めるように再度の通達を出している。
現在は戸籍法第四十九条第三項の定めにより、子が出生すると出生証明書を添えた上で出生の届出（出生届）をしなければならない。この届書に「出生の年月日時分」を記載する必要があり届書に添えられる出生証明書にも「出生の年月日時分」、「単胎か多胎かの別及び多胎の場合には、その出産順位」などが立ち会った医師（またはそれに準ずる者）により記載されていなければならない（法務省・厚生労働省令第一号（1952年11月17日、最終改正は2019年5月7日））。この出生届出と出生証明書の記載に従い、兄弟姉妹の順が定められている。

### 双子の出生体重差と発育
出生体重に差があった双子（762組）を2歳から9歳の時点で調査した研究によれば、出生時点での体重差はその後の発育にほとんど何の影響も与えていなかった。20%以上の体重差があった一卵性双生児のペアに関しては、その後の発育差がわずかに存在した。なお、体重差のあった双生児達は、体重差の逆転が相当の多数において生じていた。

### 低出生体重の双子と身体機能の発達
出生時点において人工呼吸・呼吸サポートを必要とする双生児は単生児よりも多い。しかし、その他の処置が必要とされるような幾つかの症状については、双生児と単生児の間に有意な差は存在しなかった。これは早産になりやすいという点を除けば、双生児と単生児の間に生存能力上の大きな違いがないことを意味する。出生後の運動能力の発達をみると、低出生体重児として生まれた双子と標準体重児と間に、統計上の有意な差は確認されていない。
また、いわゆる修正月齢を用いて双生児の低出生体重児の運動の発達度合いを調査すると、低出生体重児の単胎児と比べ、双生児は歩き始める時期が早い傾向がある。

### 双子の言語の発達
幼児期の双子は、言語の発達が単生児と比べて遅いと言われる。特に男・男の双子の場合、顕著な遅れが見られることがある（女・女の双子の場合、言語発達の遅れは明確なものではなく、確認される場合でも、大きな遅れではない）。30か月の男の双子幼児の場合、言語発達の遅れの程度は単生児や女の双子と比べ表出言語で8か月の遅れ、言語理解で6か月の遅れ、ごっこ遊びで5か月の遅れが見られた。一般に双子間でのみ通じる「秘密の言語」（あるいは、双子語、双子言語、双生児間で日本語がクレオール言語化したもの）の存在が発達の遅れの要因として疑われることが多いが、そのような双子間専用のコミュニケーション手段が仮に存在したとしても言語発達の程度に対する影響は非常に微々たるものである。なお34組の4歳の双子を調査した結果によれば、4歳時点で、女の双子の方が若干ながら言語能力と運動能力で高い能力が見られたが、男女間の差より出生時体重の差による影響の方が大きく、その出生時体重による差も大きなものではなかった。また、一卵性と二卵性の違いによる言語・運動能力の差も認められなかった。

## 双生児と社会

### 双子育児に対する社会的支援
双子などの多胎児を持つ家庭は家庭外への外出や日常の買い物ですら困難な場合もあるため、様々な育児支援が民間企業や公的団体により行われている。平成26年度までは厚生労働省による国庫補助事業によりベビーシッター等の育児支援サービスにかかる経費の一部、または全部を資金援助する等の事業が行われていた。平成27年度は公益社団法人全国保育サービス協会を通じて厚生労働省が「ベビーシッター派遣事業」を実施し、平成28年度からは内閣府が実施する。
ICOMBO
国際多胎組織協議会 (International Council of Multiple Birth Organizations)。各国に存在する全国的な多胎育児支援組織がISTS（国際双生児研究学会）に加盟した場合に自動的に登録される。多胎育児支援に関する活動報告や情報交換、および広報を行う。レジストリ（研究協力者登録簿）当事者である多胎家庭と、ISTSに所属する研究者を仲介する機能も担っている。前身はISTSの一種の委員会であったCOMBO (Council of Multiple Birth Organizations)。日本における加盟組織は日本多胎支援協会 (JAMBA)。
JAMBA
一般社団法人日本多胎支援協会 (Japan Multiple Births Association)。双子を中心とした多胎家庭に対する育児支援や地域連携に重点をおいた活動をしている組織。その他、多胎児関連情報の全国調査や研究、また多胎児に関連する各種情報の普及と啓蒙、多胎児サークルの立上げ支援などを行っている。
双子サークル
双子の親が情報交換する場として各地に「双子サークル」が存在する。双子（多胎）育児に関するノウハウや情報の交換と蓄積や、サポート体制の拡充を主目的とすることが多い。これらのサークルは地方公共団体が子育て支援事業の一環として主催、あるいは補助している公的・準公的な性格のものが多いがNPO・NGOによるもの、完全に私的なサークルとして活動しているものなど多様な形態がある。地域的なサークルの集まりを全国的なネットワークに構築しようとする動きもあり、厚労省所管の独立行政法人福祉医療機構による資金援助等がおこなわれている。

### 多胎育児に対する社会的啓発と記念日・記念週間等
The Twins Days Festival
毎年の8月第1週の週末 (first full weekend of August)。米国オハイオ州サミット郡にあるツインズバーグでは双生児・多胎児とその親の祭典として、ツインズ・デーズ・フェスティバル(The Twins Days Festival)が開催される。各種の企業と研究機関が双子に関する研究調査ブースを設けている。
International Multiple Births Awareness Week
ICOMBOが隔年で11月中のある1週間を期間と定め開催する「多胎についての国際啓発週間」。多胎に関する課題や取組み、多胎家庭が抱える諸問題や権利について啓発する。日本ではこれを踏まえて、多胎関連事業を毎年11月中に開催することが多い。大阪大学ツインリサーチセンターによる「ふたごフェスティバル」をはじめとして、大小様々な行事が各地で開催される。
Twins Week
11月第1週。上記の国際啓発週間が2010年11月第1週から開始されたため、日本ではJAMBAが毎年この期間を"TWINS WEEK"と定めている。日本多胎支援協会による啓蒙活動や行事等が行われている。
ツインズデー
2月22日。日本多胎支援協会の設立にあたり、平成22年2月22日は「2が五つ並ぶ」ことから2（ふた）5（ご）のごろ合わせとして意図的に創立日として選択され、以後2月22日を「ツインズ・デー」と定めている。ツインズデーは地方公共団体等においても多胎育児に関する理解と支援を重点的に啓発する日として利用されている。ただし、地域の保健所や育児支援センター等が双生児等の多胎児、およびその親を集中的に対象とした催しを行う日をツインズデー・双子の日などと呼称することも多く、ツインズデーが必ずしも2月22日を限定して指しているわけではない。
双子の日
12月13日。多胎児の兄弟姉妹の順が1874年12月13日の太政官指令により定められたため、この日は「双子の日」とされている。
ふたごの日
2月5日。多胎児グッズを扱う民間企業が一般社団法人日本記念日協会に「ふたごの日」として申請し、受理・登録されている。

### 双生児の集中居住と社会
双生児の誕生は単胎児より頻度的に珍しいが、偶発的に（あるいは何らかの原因により）双生児が集中している地域が生じる場合もある。双生児の居住地が特定地域に集中していると、社会的な関心を引いたり、その原因について学術調査が行われることがある。
- 2002年4月には沖縄県南風原町の南風原町立南風原中学校に2つの小学校（南風原小から5組、北丘小から4組）から男4組、女4組、男女1組の計9組の双生児が入学し[152]、珍しい出来事として町役場広報誌に紹介された（2005年3月に卒業）。
- ナイジェリアのオヨ州のイボ・オラ村 (Igbo-Ora) では二卵性双生児を中心とした多卵性多胎児の出生率が高いことが国際的に知られている。この地域における双生児出生率の高さは人種的な多排卵体質のみならず、現地における食習慣が原因の一つと指摘されている[153]。
- インドのケーララ州にあるコディンヒ村 (Kodinhi) には推計で約300組の双子が居住している。コディンヒ村の双子出生率は世界平均の約6倍にのぼり、2008年の村内の総出産数300に対し双生児は15組であった。村内の双子出生率は1950年代頃から急激に上昇しているが、双子出生率が上昇した理由は解明されていない。幾つかの研究機関による調査や現地の医師による継続的な調査が行われているため、しばしば国際的な注目を集めている[154]。
- ブラジルのリオグランデ・ド・スル州にある人口約6700人のカンディド・ゴドイ村（Cândido Godói）は双子の町Twins' Townとして知られている。ブラジルの双子出生率は約1%であるが、カンディド・ゴドイ村では1.8%であり、双子出生率が有意に高い[155]。双生児の出生頻度において前出のリーニャ・サン・ペドロ地区(双子出生率が約10%)は、カンディド・ゴドイ村の数世帯が植民し開拓した地域である。
- インドのタミル・ナードゥ州にあるサーカジ市 (Sirkazhi) には2019年現在で約150組の学齢期の双子が居住し、サーカジ市内のある学校では52組の双子が同時に在籍していた。[156]。

### 双生児同士の結婚
双生児同士（特に一卵性双生児同士）による結婚は"quaternary marriage"（4人一組の結婚）と呼ばれる。これらの夫婦から生まれる子どもは法律上はいとこであるが、遺伝的にはきょうだいである。"quaternary marriage"の夫婦たちから生まれた子どもの父子鑑定は技術上、不可能とされている。

### 双生児に対する認識と出生率
双生児に対して迷信的な意味での好意と隔意は、その地における双生児出生率と関係があると、カリフォルニア州立大学のNacy L. Segalは以下のように指摘している。双子出生率が高いナイジェリアのIgbo Ora地域においては、双生児は好意をもって迎えられた。一方、世界的に多胎出生率が低かった日本のような地域では、迷信として古代や近世において忌避感が持たれた地域もあった。しかし現代の日本社会では双生児出生率が向上し、そのような双生児に対する隔意は一般には無くなった。
同時代の同じ国の中でも、この種の好意や隔意は地域によって捉え方に大きな違いが生じる。例えばナイジェリア南西部（Igbo Ora地域）では双子は崇拝の対象であり、該当地域で作られるイベジ人形（ere ibeji）は双子を敬い、祖先の霊をなだめるために作られている。またナイジェリアのヨルバ族居住域に近接し、Igbo Ora同様に双生児出生率が高いガーナのエベ族居住地域では、双子の人形を安産祈願や無病息災のために自分の子供の様に世話をする風習がある。しかしナイジェリア中央部（首都Abujaの地域）では植民地化以前においては悪意の予兆と捉えられていた。こういった地域差はしばしば理解されず、双生児に好意的な地域でありながら隔意がある地域と紹介されることがある。一般に、双生児に対する特定地域の好意や隔意に関する迷信を特定の傾向として取り扱うことは極めて困難である。

## 双子研究
双子研究は一卵性双生児を医学的・遺伝子的・心理学的性格分類の諸側面から研究し、環境的な影響を極力排除した上で遺伝的要素による影響を抽出するものである。人類学・分子生物学の分野で非常に興味深い研究分野として存在している。特に誕生して間もない時期に離れ離れとなり、異なる家庭環境で別々に育てられたような双子(別離双子)が最も研究の対象として適しているとされる。双子を用いた相加的遺伝 (A)、共有環境 (C)、非共有環境 (E) を分析する手法はACEモデルと呼ばれる。相加的遺伝Aは（狭義の）遺伝率と呼ばれる。モデルには非相加的遺伝 (D)を用いる場合もある。
一卵性双生児は同一のDNAを持っているが各々の人生を通して異なる環境的影響を受け、その影響は各種の遺伝的素質の発現に影響を及ぼす（双生児の遺伝子型は同一であっても表現型は環境の影響を受け、後天的に定まる）。これをエピジェネティクス（後成）変異と呼ぶ。3 - 74歳の一卵性双生児80組の研究によると幼い双子ほど相対的な後成的差異はほとんどないが後成的差異の数は加齢と共に上昇し、50歳の双子は3歳の双子の幼児の三倍以上の後成的差異が発現していた。そして離れ離れに育った双子の後成的差異が最も巨大だった。
質的な形質に対して、双生児の類似性を示す指標に一致率があり、組一致率(pair concordance)と発端者一致率(proband concordance)の2種類がある。ある形質が一致した双子がX組、一致しなかった双子がY組いたとき、組一致率はX/(X+Y)となり、発端者一致率は2X/(2X+Y)となる。発端者一致率は双子を個人単位で見た場合の一致率である。
基本的な双子研究の手法
異なる環境の一卵性双生児の状態を観察することで、様々な効果を調査する。例えばNASAは一卵性双生児のうち一方は一年間の宇宙勤務に、もう一方は地上勤務に配置し、宇宙空間に滞在することによるゲノム変異を調査した。また古くはスウェーデンのグスタフ三世が18世紀の後半に、双子の一方にコーヒーのみを、もう一方には紅茶のみを長期間にわたり摂取させ、コーヒーの公衆衛生上の危険性について調査を試みたとされている（グスタフ3世のコーヒー実験）。
食品の嗜好と双子
食べ物の好みが「環境」と「遺伝」のどちらから影響を受けるのか、しばしば双子を利用して調査される。それらの研究によると、双子間の食品の嗜好に関して次のような結果が示されている。
1. 遺伝による影響を一卵性双生児と（同性の）二卵性双生児を利用して調査した結果では、明らかに一卵性双生児の嗜好の一致性は二卵性双生児を上回った（食品の嗜好に関して、遺伝による影響は十分に大きい）。
2. 各種の食品に対する遺伝的影響の強さを調査した研究によれば遺伝的嗜好の影響は動物系蛋白質の食品に対して強く（相関係数は0.78）、デザート系食品に対しては弱く（同、0.20）発揮される。野菜や果実においては中間程度の影響を示した（それぞれ0.37、0.51）。
3. 上記の研究では双子で非共通の体験をした結果（環境的要因、non-shared environmental influences）による影響は大きいものではなかったが、非共通体験が食品嗜好に与える影響は十分に大きいとする研究結果も存在する。

双生児と利き手
一卵性、二卵性を問わず、双生児が左利きである頻度は単生児よりも有意に高い。このとき左利きであることと、双生児の卵性や膜性には相関がなく、主として遺伝による影響であると考えられる。また1996年のOrlebeke JF,et.al.らの研究は、1700組の双子を調査し双子の利き手に関して以下のような報告をしている。双子の利き手の割合は単生児の利き手の右利き・左利きの割合と有意な差は存在しなかった。しかし、第一子が第二子よりも左利きである双子のペア数は有意に多く、また男・男の一卵性双生児に左利きがいる割合は男・男の二卵性双生児にいる割合に比べて有意に多かった。一方、女・女の双子の場合は、左利きの割合は一卵性と二卵性の間に有意な差は存在していなかった。
双子の個別人格
イギリスで5206組の2歳の双子を調査した研究では個々の双子に生じる模倣能力（学習力）などの差異は遺伝によるもの3割・双子の共通体験4割・個々の双子の個別体験3割、に起因しているだろうと示している。
一卵性双生児とリスク選好
2009年のZhong S,et.al.らの研究は経済的なリスクに対する態度（未知のレストランに対する好みの度合や人生における経歴の選択などに影響する、リスク選好・危険回避性）において、一卵性双生児の態度の類似性は二卵性双生児の類似性を統計的に有意に上回っていることを示した。また、この調査では生育環境によるリスク選好に対する影響には有意な関係は見られなかった。
一卵性双生児とコピー数多型
19組の一卵性双生児を調査した報告によると、一方が神経症等を有しているなど表現型に違いがあった9組の双子にはその全てに後天的なDNA配列上の違い（染色体の欠損）かコピー数多型（CNV：Copy Number Variation）かの存在を確認できた。胚発生時のDNA配列が同一の一卵性双生児であっても双子の成長につれコピー数多型の差は次第に大きくなり疾病感受性等の違いをもたらすのではないかと予測され、環境要因が人間にもたらす影響を調査するための重要な双子研究の一つとなっている。
一卵性双生児と虹彩の色
同一のDNA配列（塩基配列）である一卵性双生児間であっても、ごく稀ではあるが瞳の色（虹彩の色）が異なることがある。虹彩色は基本的には三つの遺伝子により決められるが、近年では虹彩の表現型決定には20以上に及ぶ遺伝子が影響を与えていると報告されており、双生児研究を行っている遺伝学者のT.Spectorは瞳の色が異なる一卵性双生児らに遭遇しと著述している。
双子の学力と遺伝
スウェーデンのある調査では数学力において遺伝的影響が有意に存在した。またイギリスにおける7歳時点での基礎学力調査(academic achievement)では、数学・英語・総合点において有意に遺伝的影響が存在した。しかし、東京大学教育学部附属中等教育学校において行われた調査では、社会と物理の標準学力テストでは遺伝的影響が強く示された一方、国語・数学・物理以外の理科では遺伝的影響はゼロであった（共有環境の影響が強く表れた）。各調査において遺伝的な影響に差がある原因として、各国における教育カリキュラムの違いが指摘されている。
民間の遺伝子検査キットを用いた場合の一卵性双生児に対する結果の一致率
民間の遺伝子検査キットを用いた場合、一卵性双生児に返される結果は項目によっては必ずしも一致しない。特に祖先を判定する検査の場合、同じ検査会社を用いた場合はそれなりに高い一致率を示すが、他の検査会社の結果との一致率は52.7%-84.1%程度となる。この不一致性はDNA検査の精度が悪いためではなく、検査機関が保有するデータベースの違いや判定アルゴリズムの相違によるものである。
田中・ビネー式IQテストを用いた場合の一卵性双生児に対する結果の一致率
田中・ビネー式IQテストを用いた場合、下表のように高い一致率を示した例がある。
| 関係           | IQの相関係数 |
| -------------- | ------------ |
| 一卵性（同居） | 0.87         |
| 一卵性（別居） | 0.75         |
| 二卵性         | 0.53         |
| 兄弟（同居）   | 0.49         |
| 親子           | 0.50         |
| 継親子         | 0.20         |
| 無関係（同居） | 0.23         |
| 無関係（別居） | -0.01        |

## 著名な双子

### 神話・伝承に登場する双子
神話・伝承には数多くの双子が登場する。神話に登場する神としては善悪などの対立する二元的存在、あるいは同格の相克対象（ロムルスとレムス）として登場する。双子間で能力差がある場合は、男女（フレイとフレイヤ）・太陽と月（アポロンとアルテミス）・人間と神（カストールとポリュデウケース）などの相補的な存在・両極性二項対立（あるいは統一体の二面）な存在として描かれることも多い。
- フレイとフレイヤ - 北欧神話の神々。双子の兄妹。
- アポローンとアルテミス - ギリシア神話の神々。双子。
- ディオスクーロイ（カストールとポリュデウケース）- ギリシア神話に登場する異父兄弟の双子。ふたご座のα星とβ星。姉妹のヘレネーとクリュタイムネーストラーも双子（カストールとクリュタイムネーストラー、ポリュデウケースとヘレネーがそれぞれ同父兄妹の双子であるともいう）。
- ロームルスとレムス - ローマ建国伝承に登場する双子。
- メタトロンとサンダルフォン - ユダヤ教の天使。双子。
- 大碓命と小碓尊(日本武尊) - 古事記、日本書紀に登場する皇族。双子で、弟の小碓尊は勇敢で兄の大碓命は臆病。また、大碓命を祀る猿投神社では大碓命は左利きであったという社伝がある。

### 物語に登場する双子
架空の物語では、大きく分けて3つの意図から双子を登場させることが多い（もちろん、複数の意図が被る場合もある）。 
酷似した外見を持つ存在
双子（特に一卵性双生児）の酷似した外見をもって一見して双子であると視聴者や読者に分からせ双子の入替わりを正当化することが可能となり、しばしば悲喜劇や推理劇に利用される（シェークスピアの『間違いの喜劇』、『刑事コロンボ』第17話など）。酷似した外見であっても性格の異なる人物として描かれる場合も多く当人たちの努力や意思、そして経験による後成的変異の影響を強調する物語展開となりやすい。三倉茉奈・佳奈が幼少時代を演じた『ふたりっ子』や『聖闘士星矢』の登場人物のサガ・カノン、さらには児童文学の『ふたりのロッテ』におけるロッテとルイーゼが代表的な存在ともいえる。また絵本『ぐりとぐら』のぐりとぐらやディズニー作品のチップとデールのように、似た外見をもった二人組が並んでいるとそれだけで視覚的な可愛らしさを演出できるメリットもある。さらには微妙な差異をもってキャラクターグッズ等を別商品として展開できるメリットもあるため、手軽な販売戦略としても利用されうる（ハローキティとミミィなど）。ただ『きかんしゃトーマス』の双子車両（ドナルドとダグラス、ビルとベン）のように、公式には双子のうち一方だけを販売するような場合もある。
精神的・肉体的な分身
母親の胎内に同居し同時に出産されたという、非常に強い連帯感を相互に持った二人組という演出が可能となる。場合によっては相反する（相互補完的な）性格付けがなされたり（『海の闇、月の影』、『ゲームの達人（第三部）』など）、テレパシー等を有する超能力者として登場する（『ミラクル☆ガールズ』など）。この場合、登場する双子が強い精神的絆を持っていれば2人の外見や学力、身体能力が似ていなくとも良い（『生徒諸君!』や成長後の『ふたりっ子』など）。また、一方が亡き後に夢や事跡を継ぐ『タッチ』のような形で描かれることも多い。さらには、オカルトチックながら肉体的精神的な相互干渉がある場合もある（『コルシカの兄弟』など）。また理論上では一応はあり得る話ではあるにせよ、双子の登場する作品の中には異性双生児であるにもかかわらず一卵性として描かれたり、一卵性とは明示しないまでも二人の外見が非常によく似ているように描写されたりするものもあるが（単純な作劇ミスの場合もあろうが）、これも絆や双子達の分身性を強調したい故だろう。逆に分身性を強調するために「双子」という設定を利用する物語もあり、勇者王ガオガイガーでは設定上双子であるロボットが、ローゼンメイデンでは設定上双子であるドールが登場する。
親子以上に濃い関係の血縁
双子の二人が何らかの差異（外見や立場など）があっても、同格の存在として描くことが出来る。なかには双子達本人が気がついておらずとも、その濃密な血縁関係そのものが重要な場合もある。映画『ツインズ』でアーノルド・シュワルツェネッガーとダニー・デビートが演じた双子や『スター・ウォーズ』のルークとレイア姫は、外見上の酷似や精神的感応がなくとも非常に濃い血縁関係であること自体が重要な要件である。川端康成の『古都』に見られるように、出生を同じくしても立場や運命の違いを強調する展開になる場合もある。また双子という濃密な血族関係から『鉄仮面』や旧約聖書のヤコブとエサウなどに見られる双子の王位継承や家督相続などの場面ではその継承順位が誕生のわずかの後先により決まってしまい、継承の不公平さ・理不尽さ・運の有る無しといった違いが際立つことになる。

### 現実の有名人の双子
現実の双子有名人は双子の有名人の一覧を参照。本項では代表的な双子の紹介に留める。
酷似した外見
元女性デュオのザ・ピーナッツは、双子ゆえの可愛らしさを売りにした代表的なタレントであった。女優の三倉茉奈・佳奈も酷似した外見を持つ双子として、双子（三つ子）役をしばしば演じている。お笑いタレントのザ・たっちも酷似した外見を「幽体離脱」等のネタとして利用している。また、元気な100歳の双子としてダスキンのテレビCMに出演したきんさんぎんさんも国民的な人気を博した。多くのTVドラマや映画の撮影スタジオがあるカルフォルニア州では児童労働について法律で労働時間が制限されているため、基準の労働時間に超えることなくスムーズに撮影が行える点から双子で二人一役をさせる事例がある。『フルハウス』においては双子のオルセン姉妹（当時8か月）を採用し、2人が交互に一役を演じた（他にも『大草原の小さな家』『奥様は魔女』『7th Heaven』などで二人一役で撮影が行われた）。
同様の境遇・環境
同じような生育環境や経験を持つことから似たような能力と機会を得て、同様の職業で活躍する双子も珍しくない。評論家のおすぎとピーコ、スポーツ選手ではマラソンの宗兄弟とスキーの荻原健司・荻原次晴の兄弟、政治家ではポーランドの政治家であるカチンスキ兄弟（兄のヤロスワフ・カチンスキ元首相 、弟のレフ・カチンスキ元大統領）などが代表例としてあげられる。また双子がそれぞれ異なる分野で活躍するケースも少なくない。

## 関連文献
- 赤羽伸弘, 後藤光正「子宮内外同時妊娠の一例」『信州醫學雜誌』第8巻第8号、長野県医学会、1959年8月、1640-1643頁、hdl:10091/7362、ISSN 00373826。